# Brasiliosoma tibiale
Brasiliosoma tibiale là một loài bọ cánh cứng trong họ Cerambycidae.